# سد غانيس
سيدني غانيس (بالإنجليزية: Sidney Ganis)‏ ولد في 8 يناير 1940 في بروكلين بمدينة نيويورك، هو منتج سينمائي ومدير تنفيذي أمريكي أنتج العديد من الأفلام منها Mr.Deesds ، Big Daddy، The Master Of Disguise وغيرها، تم ترشيحه رئيسا لأكاديمية الفنون والعلوم السينمائية في 23 أغسطس عام 2005 وهو الرئيس الحالي للأكاديمية منذ ذلك الحين.
بدأ غانيس حياته المهنية السينمائية بالعمل في مجال التسويق والدعاية في العديد من الاستوديوهات، مما أكسبه خبرة في الصناعة أفضت به في النهاية للانضمام لشركة لوكاس فيلم حيث صار نائبا لرئيس الشركة لعدة سنوات. ثم أصبح بعدها رئيسا لشركة بارامونت بيكتشرز خلال حقبة الثمانينات ثم نائب الرئيس ومدير التوزيع والتسويق في شركة كولومبيا بيكتشرز.

## وصلات خارجية
- سد غانيس على موقع IMDb (الإنجليزية)
- سد غانيس على موقع ألو سيني (الفرنسية)
- سد غانيس على موقع أول موفي (الإنجليزية)
- سد غانيس على موقع قاعدة بيانات الأفلام السويدية (السويدية)
- سد غانيس على موقع إن إن دي بي (الإنجليزية)
- سد غانيس على موقع قاعدة بيانات الفيلم (الإنجليزية)
- سد غانيس على موقع كينوبويسك (الروسية)
- صفحة سد غانيس في موقع IMDB.
- سيرته الذاتية من موقع Yahoo.